# Crocidura orii
Crocidura orii є видом ссавців родини Soricidae. Це ендемік японських островів Амамі. Йому загрожує втрата середовища проживання. Населяє широколистяний природний ліс.